# Hylophilus insularis
El verdillo de Tobago (Hylophilus insularis) es una especie —o la subespecie Hylophilus flavipes insularis, dependiendo de la clasificación considerada— de ave paseriforme de la familia Vireonidae perteneciente al  género Hylophilus. Es endémico de Trinidad y Tobago.

## Distribución y hábitat
Se encuentra únicamente en la isla Tobago.
Esta especie prefiere los hábitats de matorrales altos y bordes de selvas húmedas,  principalmente por debajo de los 500 m de altitud.

## Sistemática

### Descripción original
La especie H. insularis fue descrita por primera vez por el zoólogo británico Philip Lutley Sclater en 1861 bajo mismo nombre científico; su localidad tipo es: «Tobago.»

### Etimología
El nombre genérico masculino Hylophilus se compone de las palabras del griego «hulē»: ‘bosque’, y «philos»: ‘amante’; y el nombre de la especie «insularis» del latín que significa ‘de una isla’.

### Taxonomía
La presente especie es tradicionalmente tratada como una subespecie de Hylophilus flavipes, sin embargo, las clasificaciones Birdlife International y Aves del Mundo la consideran una especie separada, con base en el iris oscuro y no pálido, el plumaje de las partes superiores más pardo, las partes inferiores color pardo crema apagado y no teñido de amarillo pálido, y el tamaño mayor, notablemente el pico. Es monotípica